# Championnat de Mongolie de football 2018
Navigation
Saison précédente Saison suivante
La saison 2018 du Championnat de Mongolie de football est la vingt-troisième édition de la National Premier League, le championnat de première division en Mongolie. Les dix équipes sont regroupées au sein d'une poule unique où elles s'affrontent deux fois, à domicile et à l'extérieur. En fin de saison, les deux derniers du classement sont relégués et remplacés par les deux meilleurs clubs de First League, la deuxième division nationale.
C'est le triple tenant du titre, le club d'Erchim qui remporte à nouveau la compétition cette saison après avoir terminé en tête du classement final, avec quatre points d'avance sur le FC Ulaanbaatar. Il s'agit du douzième titre de champion de Mongolie de l'histoire du club.
Grâce à ce succès, le club de la capitale se qualifie pour le tour préliminaire de la Coupe de l'AFC 2019.

## Les clubs participants
- Erchim
- Khangarid
- Goyo FC renommé Anduud City
- Arvis FC - Promu de First League
- Gepro FC - Promu de First League
- Selenge Press
- FC Ulaanbaatar
- Deren FC
- Ulannbaatar City
- Athletic 220 FC

## Compétition
Le barème de points servant à établir le classement se décompose ainsi :
- Victoire : 3 points
- Match nul : 1 point
- Défaite : 0 point

### Classement
| Rang | Équipe            | Pts | J  | G  | N | P  | Bp | Bc | Diff |
| ---- | ----------------- | --- | -- | -- | - | -- | -- | -- | ---- |
| 1    | ErchimT           | 41  | 18 | 12 | 5 | 1  | 52 | 17 | +35  |
| 2    | FC Ulaanbaatar    | 37  | 18 | 10 | 7 | 1  | 41 | 17 | +24  |
| 3    | Anduud City       | 35  | 18 | 10 | 5 | 3  | 31 | 18 | +13  |
| 4    | Athletic 220 FC C | 33  | 18 | 9  | 6 | 3  | 39 | 15 | +24  |
| 5    | Deren FC          | 31  | 18 | 8  | 7 | 3  | 41 | 15 | +26  |
| 6    | Ulannbaatar City  | 26  | 18 | 7  | 5 | 6  | 30 | 28 | +2   |
| 7    | Khangarid         | 18  | 18 | 4  | 6 | 8  | 24 | 26 | -2   |
| 8    | Selenge Press     | 13  | 18 | 3  | 4 | 11 | 22 | 41 | -19  |
| 9    | Arvis FC P        | 10  | 18 | 2  | 4 | 12 | 24 | 62 | -38  |
| 10   | Gepro FC P        | 1   | 18 | 0  | 1 | 17 | 8  | 73 | -65  |

|  | Qualification pour la Coupe de l'AFC 2019                                           |
|  | Relégation en First League                                                          |
|  | T : Tenant du titre C : Vainqueur de la Coupe de Mongolie P : Promu de First League |

- source site officiel

## Bilan de la saison
| Championnat de Mongolie de football 2018 |                        |
| Champion                                 | Erchim (12e titre)     |
| Coupes et trophées                       |                        |
| Vainqueur de la Coupe de Mongolie 2018   | Athletic 220 FC        |
| Qualifications continentales             |                        |
| Coupe de l'AFC 2019                      | Erchim                 |
| Promotions et relégations                |                        |
| Promus en National Premier League        | Khaan Khuns Crown Club |
| Promus en National Premier League        | Khoromkhon             |
| Relégués en First League                 | Arvis FC               |
| Relégués en First League                 | Gepro FC               |